# Tanjung Harapan (Meukek)
Tanjung Harapan is een bestuurslaag in het regentschap Aceh Selatan van de provincie Atjeh, Indonesië. Tanjung Harapan telt 752 inwoners (volkstelling 2010).